# Вулиця Староміська (Львів)
Вулиця Староміська — невелика вулиця у Шевченківському районі міста Львова, в історичному центрі. Сполучає вулиці Торгову та Лазневу.

## Назва
- до 1871 року — вулиця Вузька[3].
- 1871—1946 роки — вулиця Гуся[3].
- 1946—1963 роки — вулиця Гусяча[3].
- від 1963 року, сучасна назва — вулиця Староміська[3].

## Забудова
В архітектурному ансамблі вулиці Староміської переважає віденський класицизм. Під № 3 за польських часів містився магазин канцелярського приладдя Гізе, наприкінці 2000-х — букмекерська контора «Фаворит». 